# Romuva (tempio)

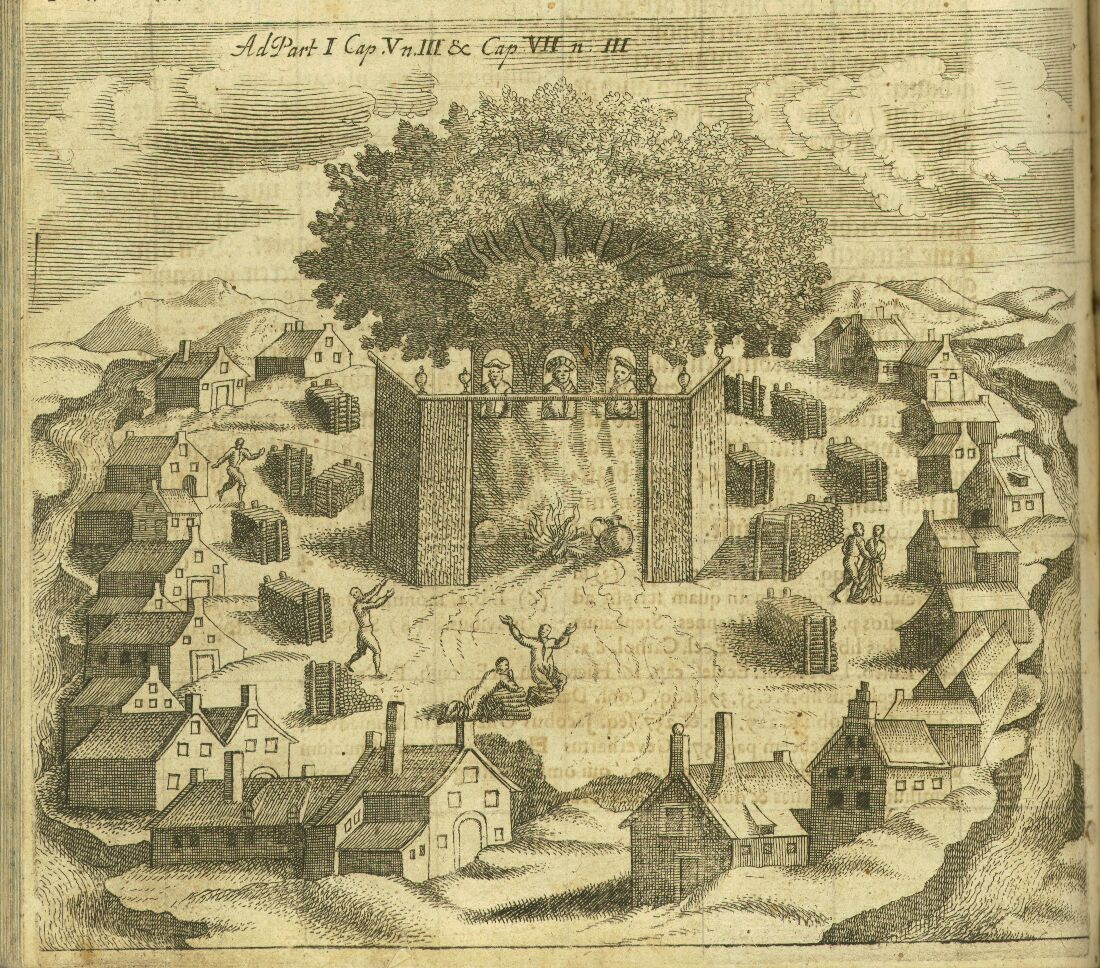
Santuario di Romuva in Prussia: illustrazione basata sulla descrizione fornita nel XVI secolo da Simon Grunau

Romuva o Romowe (noto anche come Rickoyoto negli scritti di Simon Grunau) era un presunto luogo di culto pagano (un tempio o un'area sacra) nella parte occidentale della Sambia, una delle regioni dell'antica Prussia. Nelle fonti contemporanee il sito è menzionato una sola volta, da Pietro di Duisburg nel 1326. Secondo la sua narrazione, il Kriwe-Kriwajto, il sommo sacerdote paragonabile a un "papa pagano", risiedeva a Romuva e amministrava la religione di tutti i Balti. Secondo Simon Grunau, la costruzione era precipua nella mitologia prussiana. Anche se ci sono notevoli dubbi sull'effettiva esistenza di un luogo del genere, il movimento neopagano lituano Romuva ha preso in prestito il suo nome dal tempio.

## Riferimenti storici
Pietro di Duisburg, il quale scrive nel 1326, descrive in due passaggi molto importanti la figura del Kriwe e il suo raggio d'influenza:
E:
Tale primo resoconto fu ulteriormente arricchito da quanto testimoniato da Simon Grunau nel XVI secolo. Nella Preussische Chronik, questi riafferma di nuovo l'esistenza di un fuoco alimentato ad libitum, aggiungendovi la descrizione di una quercia verde per tutti i mesi dell'anno e di idoli che rappresentavano una "trinità" pagana: Potrimpo (dio della primavera), Perkūnas (dio del tuono) e Patulas (dio degli inferi). Il sito era presidiato da sacerdoti e vestali. Le ricostruzioni pittoriche apparse sulla base di questa descrizione sono diventate molto popolari tra gli storici romantici. Grunau mutò il nome del luogo in Rickoyoto (composto dal prussiano rikijs - regnante e -ote - la parte finale dei toponimi nel medesimo idioma) e coniò il termine "Kriwe di Kriwes" (in lituano: krivių krivaitis; in lettone: krīvu krīvs).
Ad ogni modo, nessun'altra fonte supporta tali affermazioni: le ricostruzioni dei due autori tedeschi suggeriscono che il culto pagano avesse una gerarchia e organizzazione interna, mentre la maggior parte della storiografia moderna (si pensi all'archeologa Marija Gimbutas, al folklorista Norbertas Vėlius e allo storico Gintaras Beresnevičius) propende per il contrario. Se il Kriwe fosse stato una figura così influente, sarebbe stato di certo menzionato in alcuni rapporti militari o documenti politici nella regione. La collocazione del tempio non è mai stata trovata né dai cavalieri teutonici, in controllo dell'intera Nadruvia, né dagli archeologi moderni. Alcuni dettagli nelle descrizioni hanno somiglianze con altre fonti. Ad esempio, il trattato di Cristburgo proibiva ai prussiani convertiti di convocare sacerdoti pagani (Tulissones vel Ligaschones) ai funerali per accompagnare l'anima del defunto nel suo viaggio nell'oltretomba. Un altro atto dell'ordine teutonico parla del sacerdote (blûtekirl) che raccolse un terzo del bottino dai guerrieri samogiti come offerta agli dei.

## Interpretazioni
Poiché il concetto di "papa pagano" divenne molto popolare durante il Romanticismo e si sa molto poco sul tempio, le interpretazioni abbondano. Stephen Christopher Rowell suggerisce che Pietro di Duisburg abbia inventato il luogo per far apparire la religione baltica come una "contro-chiesa". A farlo pensare sono le diverse somiglianze tra Romuva e la chiesa cristiana: in un luogo chiamato sulla scia di Roma viveva un uomo trattato alla stregua un papa con dei propri messaggeri e delle proprie insegne. Un simile resoconto avrebbe potuto servire a diversi scopi: innanzitutto, dimostrare che i pagani erano così ben organizzati da avere un proprio pontefice e da costituire quindi una seria minaccia. In secondo luogo, effettuando un paragone simile, la comprensione della società baltica  sarebbe risultata più semplice un lettore cristiano.
Romuva (che significa letteralmente "tempio, santuario") avrebbe potuto essere un luogo sacro noto come alkas (altari), ovvero un elemento comune nella realtà dei Balti la cui importanza fu sovrastimata o esagerata dall'autore. Sono stati effettuati tentativi di collegare il Kriwe con Lizdeika, un sacerdote pagano semi-leggendario e consigliere del granduca della Lituania Gediminas. Marceli Kosman (1940), uno storico polacco moderno, ritiene che Lizdeika fosse stato l'ultimo Kriwe. Il linguista russo Vladimir Toporov sosteneva che il "castello storto" (castrum curvum) di Vilnius fosse in realtà il castello di Kriwe.
La parola può derivare dalla radice baltica ram- / rām-, che significa "calma, serenità, quiete", derivante dal protoindoeuropeo * (e) remǝ -. Il termine Kriwe deriva da kreivas (storto). Si ritiene che il termine derivi da un bastone storto (krivulė in lituano) che, stando a Pietro di Duisburg, costituiva il principale simbolo di potere del papa pagano.
A oggi sono almeno 8 le località indicate come plausibili dove sorgeva il tempio di Romuva, tutte comprese tra territorio di Memel, Oblast' di Kaliningrad e contea di Kaunas.